# Rodniki (Kraj Krasnojarski)
Rodniki (ros. Родники) – wieś (sieło) w Rosji, w Kraju Krasnojarskim, w rejonie szarypowskim. W 2010 liczyła 902 mieszkańców.